# Zwiebelgemüse

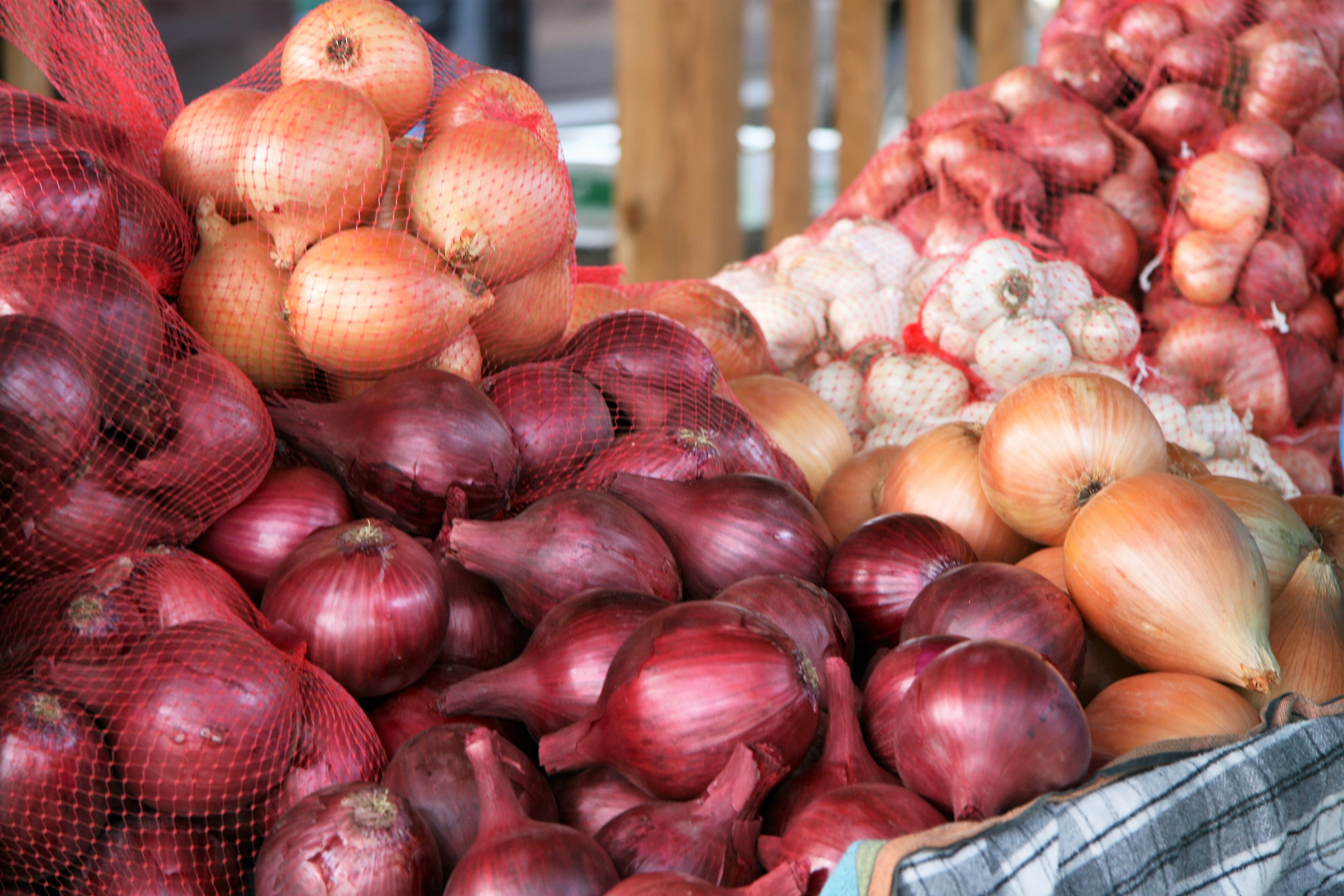
Verschiedene Zwiebelgemüse (von links): rote Zwiebeln, Küchenzwiebeln, Knoblauch, Schalotten

Als Zwiebelgemüse bezeichnet man die unterirdischen Pflanzenteile von Lauchgewächsen (Alliaceae), die als Gemüse verzehrt werden. Sie gehören als Wurzelgemüse zu den ältesten Kulturpflanzen der Menschheit.
Zum Zwiebelgemüse zählen unter anderem:
- Zwiebeln (Allium cepa)
- Knoblauch (Allium sativum)
- Winterzwiebeln (Allium fistulosum)

Andere Vertreter (insbesondere Laucharten) der Lauchgewächse werden nach ihren essbaren Teilen zu den Blattgemüsen und Kräutern gezählt. Dies sind zum Beispiel:
- Porree (Allium porrum)
- Schnittlauch (Allium schoenoprasum)
- Bärlauch (Allium ursinum)

Siehe auch:
- Fruchtgemüse
- Kohlgemüse
- Blütengemüse